# Partido judicial de Irún
El partido judicial de Irún (en euskera Irungo barruti judiziala) es uno de los seis partidos en los que se divide la provincia de Guipúzcoa, en la comunidad autónoma del País Vasco, España.

## Ámbito geográfico
Municipios:
- Fuenterrabía
- Irún